# Mogobane Dam
Mogobane Dam är en dammbyggnad i Botswana.   Den ligger i distriktet South-East, i den sydöstra delen av landet, 40 km sydväst om huvudstaden Gaborone. Mogobane Dam ligger 1 075 meter över havet.
Terrängen runt Mogobane Dam är huvudsakligen platt, men åt sydost är den kuperad. Runt Mogobane Dam är det ganska tätbefolkat, med 129 invånare per kvadratkilometer.. Närmaste större samhälle är Otse, 6,2 km sydost om Mogobane Dam. 
Omgivningarna runt Mogobane Dam är huvudsakligen savann.